# Skrobocin
Skrobocin – wieś sołecka w Polsce położona w województwie mazowieckim, w powiecie ciechanowskim, w gminie Sońsk.
Skrobocin graniczy z miejscowościami: Łopacin, Komory Dąbrowne, Komory Błotne i Kosmy-Pruszki.
W latach 1975–1998 miejscowość administracyjnie należała do województwa ciechanowskiego.